# Shishtavec
Shishtavec là một xã trong quận Kukës thuộc hạt Kukës, Albania. Dân số năm 2005 là 5958 người.